# Мансуров, Джамолиддин
Джамолиддин Мансуров (тадж. Ҷамолиддин Мансуров; 16 октября 1951 года, Гиссарский район, Таджикская ССР) — таджикский государственный деятель. Председатель Душанбинского горисполкома (1993-1994), Заместитель Премьер-министра Республики Таджикистан (1994—2001), заместитель Спикера Маджлиси Намояндагон Маджлиси Оли Республики Таджикистан (2001).

## Биография
Джамолиддин Мансуров родился в 1951 году в селе Кипчак (сейчас село Мехргон) Гиссарского района. Окончил экономический факультет Таджикского государственного университета (1973 г.).

## Трудовая деятельность
Трудовую деятельность начал в 1973 году главным экономистом Гиссарского райисполкома, затем был начальником информационно-вычислительной станции Гиссарского района. Служил в Советской Армии (1978-79). Работал заведующим орготделом комитета ЖКХ Гиссарского района, директором совхоза «Дусти», начальником сельскохозяйственного отдела, заведующим орготделом комитета ЖКХ Гиссарского района (1979-89), председателем Совета народных депутатов Гиссарского района (1989-93). 
Председатель горисполкома Душанбе (1993-94). Заместитель Премьер-министра Республики Таджикистан (1994-2001 гг.), заместитель Председателя Маджлиси Намояндагон Маджлиси Оли Республики Таджикистан (2001 г.).
Был избран народным депутатом, членом Коллегии Маджлиси Намояндагон Маджлиси Оли Республики Таджикистан.
Джамолиддин Мансуров вышел на пенсию в 2005 году.

## Награды и медали
Награжден орденом «Дружбы» (1999 г.) и медалями.